# Zosterops borbonicus
Zosterops borbonicus là một loài chim trong họ Zosteropidae.

## Gallery

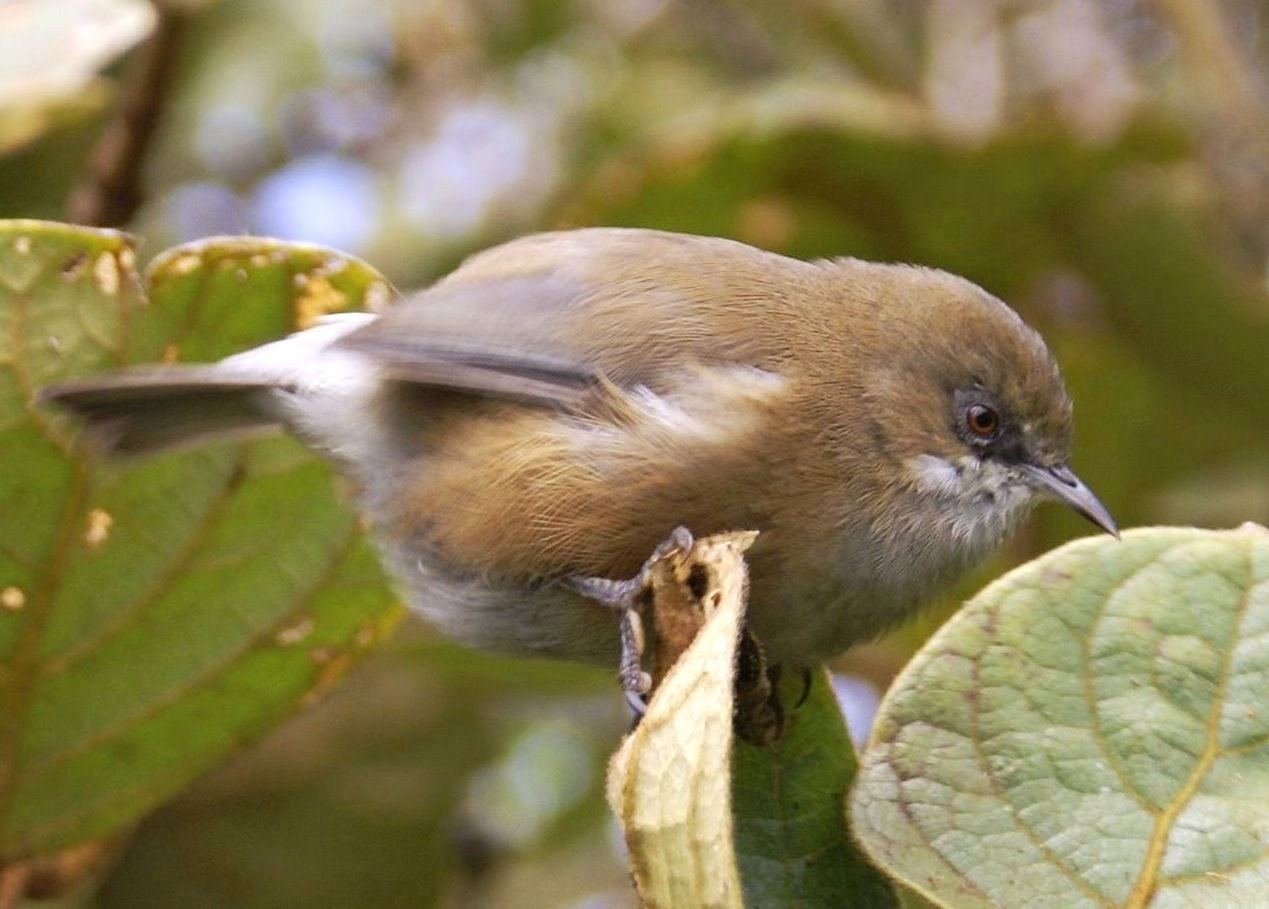
Brown morph at Col des Boeufs displaying white "epaulettes"
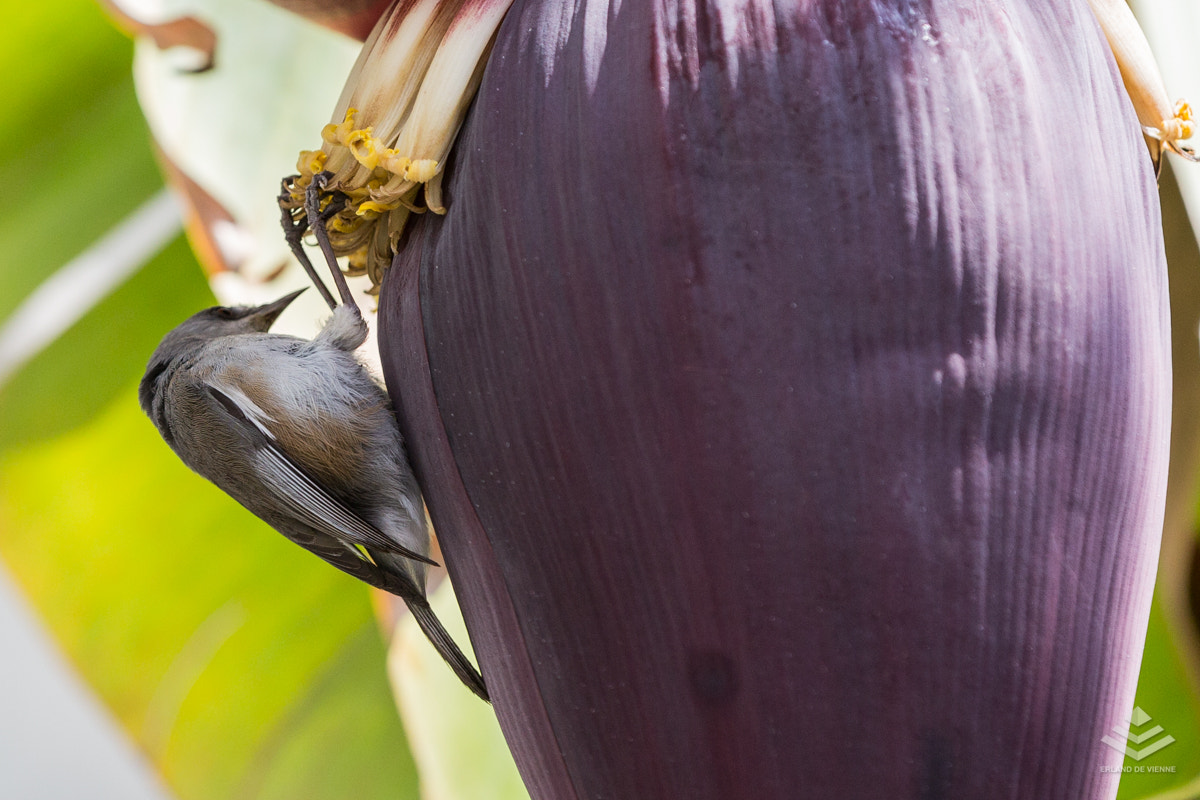
Foraging at a banana inflorescence at Saint-Denis